# Фосс-Андре, Юлиан
Юлиан Фосс-Андре (нем. Julian Voss-Andreae; род. 1970) — немецкий скульптор, живущий и работающий в США.

## Биография

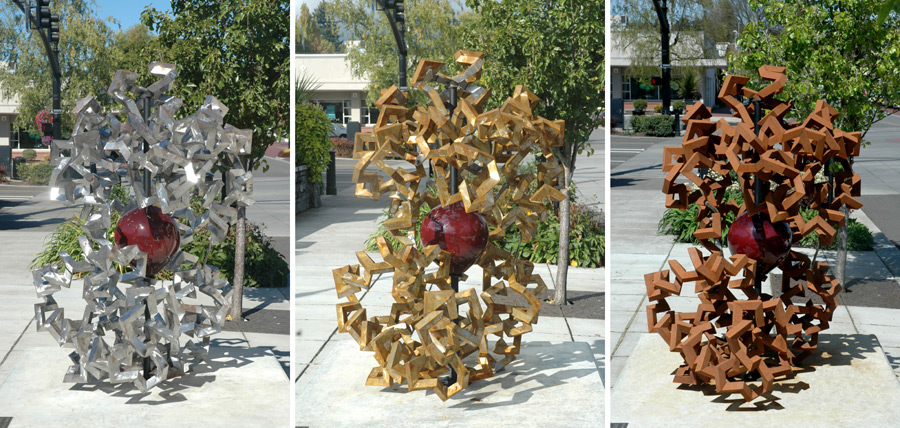
«Сердце из стали (Гемоглобин)», скульптура Фосс-Андре (2005). Первая фотография сделана сразу после установки, вторая — через 10 дней, третья — через несколько месяцев воздействия окружающей среды

Родился 15 августа 1970 года в Гамбурге, Германия.
Фосс-Андре начинал как художник, а затем изучал экспериментальную физику в университетах Берлина, Эдинбурга и Вены. Над своей квалификационной работой по квантовой физике он работал в научно-исследовательской группе Антона Цайлингера, принимая участие в эксперименте, демонстрирующем квантовое поведение крупных объектов. В 2000 году Фосс-Андре переехал в США, где в 2004 году окончил Северо-Западный Тихоокеанский художественный колледж в Портленде (штат Орегон).
Научное прошлое оказало и продолжает оказывать сильное влияние на творчество художника. Среди его работ — белковые скульптуры, в том числе масштабная скульптура молекулы антитела человека «Ангел Запада» (2008), созданная для Исследовательского института Скриппс в Юпитере (штат Флорида, США); скульптура, созданная для лауреата Нобелевской премии 2003 года по химии Родерика Маккинона «Рождение идеи» (2007), репрезентирующая структуру ионных каналов; а также работы, посвященные художественно-эстетическому осмыслению понятий и концепций квантовой физики, в том числе скульптура «Квантовый человек» (2006).
В 2020 году Немецкое кристаллографическое общество наградило его премией Вальтруды и Фридриха Либау за продвижение междисциплинарности в кристаллографии.